# Madera (Kalifornija)
Madera je grad u američkoj saveznoj državi Kalifornija. Prema popisu stanovništva iz 2010. u njemu je živjelo 61.416 stanovnika.